# Moselabius albipunctatus
Moselabius albipunctatus is een hooiwagen uit de familie Cosmetidae.